# Ex-Husbands
Pour plus de détails, voir Fiche technique et Distribution.
Ex-Husbands est un film américain réalisé par Noah Pritzker, sorti en 2023.

## Synopsis
Le dentiste new-yorkais Peter Pearce tente de convaincre son père âgé de ne pas divorcer de sa mère après 65 ans de mariage. Au même moment, Nick, le fils aîné de Peter, a un rendez-vous amoureux avec sa collègue Thea.
Six ans plus tard, Peter est désormais divorcé après 35 ans de mariage et la démence de son père l'a freiné dans es plans. Nick, âgé d'une trentaine d'années, est sur le point de se marier avec Thea et Mickey, son fils cadet, a fait son coming out gay.

## Fiche technique
- Titre : Ex-Husbands
- Titre de travail : Men of Divorce
- Réalisation : Noah Pritzker
- Scénario : Noah Pritzker
- Musique : Robin Coudert
- Photographie : Alfonso Herrera Salcedo
- Montage : Michael Taylor
- Production : Alexandra Byer, Nicolás Celis et Bruce Cohen
- Société de production : Rathaus Films, Pimienta Films et Bold Choices
- Société de distribution : Greenwich Entertainment (États-Unis)
- Pays :  États-Unis et  Mexique
- Genre : Comédie noire
- Durée : 99 minutes
- Dates de sortie : 
  -  Espagne : 24 septembre 2023 (Festival international du film de Saint-Sébastien)
  -  États-Unis : 21 février 2025

## Distribution
- Griffin Dunne : Peter Pearce
- Rosanna Arquette : Maria Pearce
- Richard Benjamin : Simon Pearce
- Miles Heizer : Mickey Pearce
- James Norton : Nick Pearce
- Eisa Davis : Eileen Link
- Marcia Jean Kurtz : Eunice Pearce
- John Ventimiglia : Sipple
- Lou Taylor Pucci : Aaron
- Echo Kellum : Chris
- Ian Owens : Yates
- Pedro Fontaine : Arroyo
- Simon Van Buyten : Lowry
- Nate Mann : Otto
- Zora Casebere : Hewette
- Rachel Zeiger-Haag : Thea
- Natalie Gold : Heather
- Adam Heller : Eric
- Tara Anika Nicolas : Sophie
- Kerry Flanagan : Dr. Glasner
- Esmeralda Seay-Reynolds : Sofia
- Nicola Rossi : Riley
- Rosa Gilmore : Zoe
- Michael Braugher : George
- Thalia Plascencia : Thalia
- Carlos Roberto González : Carlos
- Arturo Frias : Arturo

## Accueil
Le film a reçu un accueil favorable de la critique. Il obtient un score moyen de 65 % sur Metacritic.